# Аристазан
Аристазан (др.-греч. Ἀξηζηαδάλνο; IV век до н. э.) — военачальник персидского царя Артаксеркса III.

## Биография
По свидетельству Диодора Сицилийского, Аристазан был самым верным из друзей Артаксеркса III после Багоя, а также являлся ушером (церемониймейстером). В связи с этим исследователь Орлов В. П. обращает внимание, ссылаясь на сведения Геродота, на то, что без предварительного доклада в царские покои могли заходить только шесть участников заговора против Гауматы. Поэтому нельзя исключать принадлежность Аристазана к одному из самых знатных персидских родов. Исследователь Корнилов Ю. В. допускает возможность, что Аристазан мог быть хилиархом как и Багой, и в таком случае среди хилиархов существовала некая иерархия.
После своего воцарения Артаксеркс III стал предпринимать энергичные меры по восстановлению целостности державы Ахеменидов. Однако организованный в 351/50 г. до н. э. поход против Египта, отпавшего от империи несколько десятков лет назад, окончился неудачей. Через несколько лет, в 343 году до н. э., была предпринята новая попытка, завершившаяся на этот раз успехом. Артаксеркс прибегнул к помощи греческих наёмников и разделил армию на три части, каждой из которых руководил эллин и приставленный царём перс. При этом, по словам Диодора Сицилийского, они были «проверенные, доблестные и верные». Аристазан вместе с аргосцем Никостратом командовали вторым корпусом. В их подчинении находились пять тысяч отборных воинов и 80 триер. По оценке Орлова В. П., Аристазан возглавлял очень боеспособный воинский контингент, но больше о нём ничего не известно.